# Elezioni parlamentari in Estonia del 2007
Le elezioni parlamentari in Estonia del 2007 si tennero il 2 ottobre per il rinnovo del Riigikogu. In seguito all'esito elettorale, Andrus Ansip, espressione del Partito Riformatore Estone, fu confermato Primo ministro.

## Risultati
| Liste                                    | Voti    | %     | Seggi |
| ---------------------------------------- | ------- | ----- | ----- |
| Partito Riformatore Estone               | 153 044 | 27,82 | 31    |
| Partito di Centro Estone                 | 143 518 | 26,08 | 29    |
| Unione della Patria e Res Publica        | 98 347  | 17,87 | 19    |
| Partito Socialdemocratico                | 58 363  | 10,61 | 10    |
| Verdi Estoni                             | 39 279  | 7,14  | 6     |
| Unione Popolare Estone                   | 39 215  | 7,13  | 6     |
| Partito dei Democratici Cristiani Estoni | 9 456   | 1,72  | –     |
| Partito della Costituzione               | 5 464   | 0,99  | –     |
| Partito dell'Indipendenza Estone         | 1 273   | 0,23  | –     |
| Partito Russo in Estonia                 | 1 084   | 0,20  | –     |
| Partito della Sinistra Estone            | 607     | 0,11  | –     |
| Candidati individuali                    | 563     | 0,10  | –     |
| Totale                                   | 550 213 | 100   | 101   |